# John Neville (1er baron Neville)
Pour les articles homonymes, voir John Neville.
John Neville (vers 1410 – 28 mars 1461), 1er baron Neville, est un important seigneur du Nord de l'Angleterre et un combattant lancastrien durant la guerre des Deux-Roses.

## Biographie

### Querelle familiale
Né vers 1410, John Neville est le deuxième fils de John Neville et de son épouse Élisabeth Holland. Fils aîné et héritier de Ralph Neville, 1er comte de Westmorland, son père meurt prématurément en 1420. Ainsi, lorsque Ralph Neville meurt en 1425, son petit-fils Ralph, frère aîné de John, devient comte de Westmorland. Au cours des années 1430, Ralph et John Neville engagent une violente guerre privée au sujet de la succession de leur grand-père contre leur oncle Richard Neville, 5e comte de Salisbury et chef de la branche cadette de la famille Neville. John Neville est mentionné pour la toute première fois en 1438 dans une lettre adressée au Lord grand chancelier John Stafford, dans laquelle il est précisé que la branche aînée de la famille Neville avait « rassemblé de grandes [...] compagnies sur le terrain », avait commis « de grandes et horribles offenses » et s'était engagée « dans le massacre et la destruction » de la population locale dans le Nord de l'Angleterre.

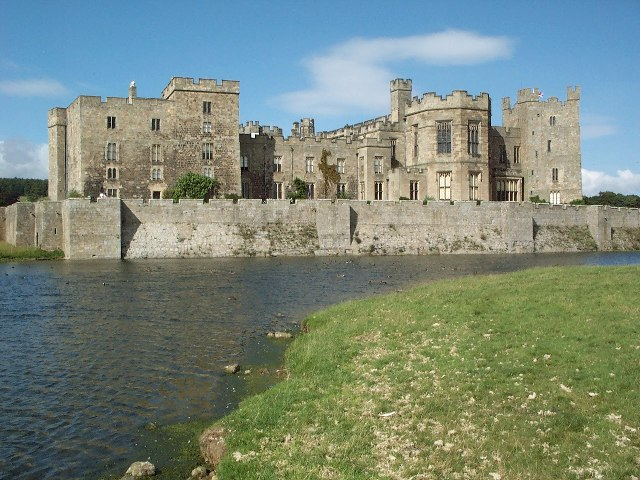
Le château de Raby, siège traditionnel de la famille Neville, est le principal sujet de tensions entre la branche aînée et la branche cadette de la famille jusqu'à la trêve négociée en 1443.

La querelle entre le comte de Westmorland et le comte de Salisbury tourne à l'avantage du second, en raison de la richesse et des nombreuses relations entretenues par celui-ci,. Les deux branches de la famille Neville se réconcilient finalement en 1443 par un accord qui favorise largement la branche cadette. Pour autant, la branche aînée garde rancune envers la branche cadette pour cet accord la défavorisant. Ainsi, la rivalité au sein de la famille Neville pousse chacune des deux branches à soutenir des camps opposés durant la guerre des Deux-Roses pendant les années 1450 : quand le comte de Salisbury décide de prendre le parti de Richard Plantagenêt, 3e duc d'York, la branche aînée rallie par opposition la maison de Lancastre. Paradoxalement, le comte de Westmorland abandonne son rôle dans les affaires nationales après le compromis de 1443, faisant de John Neville l'allié que recherche la reine Marguerite d'Anjou pour contrer les alliés du duc d'York dans le Nord du royaume.
John Neville est convoqué par la reine pour représenter le West Riding of Yorkshire au grand conseil convoqué à Leicester le 21 mai 1455. Cependant, le duc d'York, accompagné du comte de Salisbury, craint d'être accusé de haute trahison et choisit d'intercepter le convoi royal lors de la première bataille de St Albans le 22 mai. Le parti d'York triomphe lors de cette escarmouche, puisque le roi Henri VI y est capturé, ce qui permet au duc d'York de gouverner le royaume à la tête d'un protectorat jusqu'en février 1456. Après le départ du gouvernement du duc, Marguerite d'Anjou s'efforce au cours des années suivantes de réduire son influence et incite notamment John Neville à reprendre sa rivalité avec son oncle, le comte de Salisbury. Lorsque la mort de Robert Neville, le frère cadet du comte, laisse en juillet 1457 le diocèse de Durham sans évêque, la reine choisit Lawrence Booth pour le remplacer. Une fois en poste, ce dernier s'empresse de démettre les proches du comte de Salisbury des postes administratifs de la région et de nommer à leurs places des membres de la branche aînée de la famille Neville. John Neville est ainsi nommé juge d'assizes, faisant de lui « le principal membre de la magistrature de Durham », et obtient plusieurs biens appartenant au défunt évêque.

### Carrière politique
Les évènements qui suivent la déroute de Ludford Bridge en octobre 1459 favorisent l'avancement de John Neville. Après la fuite en exil des chefs de la maison d'York lors de cet affrontement armé, il reçoit de nombreuses récompenses pour sa loyauté envers la dynastie lancastrienne, en premier lieu plusieurs possessions et postes auparavant détenus par le comte de Salisbury, alors réfugié à Calais. Le 20 novembre 1459, jour de l'ouverture du Parlement des démons, John Neville est élevé au titre de baron Neville (et non de baron Neville de Raby, devenu un titre subsidiaire de celui de comte de Westmorland en 1397 et qui est alors détenu par son frère aîné Ralph). Le 19 décembre suivant, en récompense de ses « bons services contre les rebelles », John Neville est nommé connétable des châteaux de Middleham et de Sheriff Hutton, que le Parlement vient de confisquer au comte de Salisbury. Il est en outre nommé intendant de certaines terres attachées à ces châteaux et obtient plusieurs possessions confisquées au chevalier John Conyers : par exemple, il est nommé connétable du château de Barnard Castle dans le comté de Durham et gardien de la forêt de Teesdale avec un revenu annuel de 40 marcs. Enfin, le 18 mars 1460, Henri VI lui attribue un autre revenu prélevé sur les possessions du comte de Salisbury, qui consiste en une rente annuelle de 100 marcs provenant des manoirs de Worton et de Banbridge, ainsi que de la forêt de Wensleydale.
Contrairement à de nombreux partisans de la maison de Lancastre, John Neville répond à la convocation d'Henri VI en juin 1460 pour défendre le royaume contre l'armée yorkiste conduite par son cousin Richard Neville, 16e comte de Warwick. Il semble toutefois qu'il soit arrivé trop tard pour prendre part à la bataille de Northampton le 10 juillet, lors de laquelle le roi est à nouveau capturé par ses adversaires. Pour autant, en dépit de la déroute lancastrienne, John Neville semble provisoirement s'être accommodé avec le gouvernement yorkiste dirigé par les comtes de Salisbury et de Warwick. Il est d'ailleurs convoqué pour la prochaine session parlementaire le 30 juillet, ce qui laisse supposer que les partisans du duc d'York lui font confiance ou, au moins, ne le considèrent pas comme un ennemi implacable. Toutefois, le baron Neville n'est pas présent au Parlement yorkiste au mois d'octobre au cours duquel le duc d'York tente sans succès de revendiquer la couronne, mais est chargé de présider une commission avec pour but de pourchasser les « rebelles lancastriens » dans le Nord. Malgré cette apparente bonne foi, John Neville retourne à sa vraie allégeance et rejoint les forces lancastriennes de Marguerite d'Anjou qui mettent à sac les possessions du duc d'York et du comte de Salisbury dans le Yorkshire. Le gouvernement yorkiste ignore en revanche sa défection, puisqu'il le nomme le 8 décembre 1460 à la tête d'une commission d'oyer et terminer.

### Engagement militaire et mort
Au mois de décembre 1460, le duc d'York et le comte de Salisbury se rendent dans le Nord afin de réduire l'agitation lancastrienne. Sous le prétexte de leur fournir son assistance, le baron Neville leur rend visite afin d'obtenir une commission pour lever des troupes en leur nom. Néanmoins, il retourne auprès du campement lancastrien situé près du château de Sandal, où le duc d'York a établi son quartier général. John Neville joue ensuite un rôle décisif à la bataille de Wakefield le 30 décembre, lors de laquelle le duc d'York est tué et ses troupes anéanties. Le comte de Salisbury est quant à lui décapité après sa capture. Selon plusieurs historiens, la raison pour laquelle le duc d'York aurait quitté les remparts fortifiés de Sandal pour affronter les forces lancastriennes, alors qu'une trêve avec le camp adverse avait été négociée jusqu'au 6 janvier et que des renforts envoyés par son fils aîné Édouard étaient attendus, aurait été l'arrivée du baron Neville et de ses troupes, qui auraient fait semblant d'agir comme des renforts mais auraient immédiatement révélé leur véritable allégeance une fois les forces yorkistes isolées de leur retranchement. D'après d'autres récits, le baron Neville aurait fait porter à ses troupes les couleurs du comte de Warwick, afin de faire croire au duc d'York à la présence inespérée de renforts.
Après la victoire lancastrienne, les troupes de John Neville prennent part au sac de Beverley le 12 janvier 1461,. Le 20 janvier, il jure avec son frère aîné et d'autres nobles lancastriens de défendre la décision de Marguerite d'Anjou de céder la ville de Berwick à l'Écosse en échange de son soutien à la cause lancastrienne. Présent à la seconde bataille de St Albans le 17 février,, John Neville prend part à la retraite lancastrienne vers York après la proclamation d'Édouard d'York comme roi par ses partisans à Londres. Au matin du 28 mars 1461, accompagné de John Clifford, il tend une embuscade à l'avant-garde yorkiste commandée par le comte de Warwick lors de la bataille de Ferrybridge. Pourchassé pendant sa retraite, John Neville est intercepté et tué dans la vallée de Dintingdale, tout comme John Clifford, au cours d'une attaque conduite par son oncle William Neville. Le lendemain, la bataille de Towton assure définitivement le trône d'Angleterre à la maison d'York. John Neville voit toutes ses possessions et son titre de baron confisqués à titre posthume par le premier Parlement d'Édouard IV le 4 novembre 1461. Cependant, son fils Ralph obtient l'annulation de sa condamnation le 6 octobre 1472 et deviendra le troisième comte de Westmorland à la mort sans descendance de son oncle en 1484.

## Mariage et descendance
Avant le 5 février 1452, John Neville épouse Anne Holland, fille de Jean Holland, 2e duc d'Exeter, et veuve de son neveu John Neville, seul fils de son frère aîné Ralph. Le couple a un fils :
- Ralph Neville (vers 1456 – 6 février 1499), 3e comte de Westmorland, épouse Isabel Booth.